# Грб општине Исток
Подела поља штита таласастим резом алудира на доминантне падине Мокре Горе и богаство водотоковима. На топоним Исток алудирају позиција сунца и лева косина таласастог реза. Орб који је и картографска ознака црквишта и манастира подсећа на некадашњу Епархију хвостанску и на манастир Гориоч као снажни културни и историјски центар; коришћење само племенитих метала указује на светост и зрачење древног светишта без мрље. Лав је хералдичка звер средњовековних Бранковића историјских господара овог краја, док дворепи крунисани лав припада хералдичкој традицији косовско-метохијског краја. Трава хвост (раставић) је била веома честа биљка која је дала историјски назив читавом овом крају (Хвостанска област). Облик Источке реке и врхови Мокре Горе подсећају на морфологију непосредне околине Истока. Доминантне боје су црвена и плава (прве историјске боје српске заставе) и сребро (бела) као алузија на заставу Србије. Године 1314. и 1912. подсећају на први спомен Истока (црква Ивања) и годину ослобођења од османске власти.